# Dipoena punctisparsa
Dipoena punctisparsa là một loài nhện trong họ Theridiidae.
Loài này thuộc chi Dipoena. Dipoena punctisparsa được Takeo Yaginuma miêu tả năm 1967.